# منطق رياضي
المنطق هو العلم الذي يبحث في القواعد التي تتبع في التفكير وطرق الاستدلال الصحيح. وهو بذلك أداة للتفكير لأنه يعنى بتحليل طرق التفكير وصيانته من الخطأ. والعملية المنطقية تهتم بفئة من الصيغ أو القضايا.
القضية: جملة تقوم على علاقة بين عدد من الكلمات المفهومة، وتنقسم إلى قسمين:
1. القضية الإخبارية: وهي تخبر عن شيء ما وتحتمل الصدق أو الكذب مثل (المثلثات المتطابقة متكافئة)، (كل ما في الكون يجذب بعضه بعضا).
2. القضية الإنشائية: وهي التي لا يمكن أن توصف بالصدق أو الكذب مثل لا تمش في الأرض مرحا وهي ليست قضايا منطقية.

والقضية المنطقية جملة خبرية تحتمل الصدق أو الكذب ويمكن التحقق منها فالجملة المعادن تتمدد بالحرارة جملة خبرية يمكن التحقق من صحتها بإجراء التجارب وإقرار صحة العبارة من عدمه.
والقضية مفهوم أساسي في المنطق نتعلم تصنيفها كما ورد سابقا عن طريق الخبرة مثل:
1. ابن تيمية صاحب كتاب رفع الملام عن الأئمة الأعلام. (خبرية)
2. ينزل المطر في الخريف. (خبرية)
3. لا تنه عن خلق وتأتي بمثله. (إنشائية)
4. كيف حالك؟ (إنشائية)

وما دمنا سنتحدث كثيرا عن الصدق والخطأ سنرمز لهما بالحرفين (ص) (خ).
ومن ذلك كله نقول أن القضية المنطقية تحتمل الصدق أو الكذب.

## القضايا المركبة
تسمى كل من الحروف الآتية بأدوات الربط: (و) == Λ ، (أو) == Ѵ ، (لا النافية) == ~ ويمكن أن نوضح ونبين قضايا جديدة من فئة معطاة من القضايا بواسطة أدوات الربط فمثلا إذا كانت القضية (محمد طالب مجتهد) يرمز لها بالرمز (A) فإن القضية (~A) تشير إلى أن محمد ليس مجتهدا.
(A): تعني محمد مجتهد
(B): تعني محمد طالب خلوق فإن:
(A Λ B) قضية تعني: محمد طالب مجتهد ومحمد طالب خلوق.
و القضية (AѴB) تعني محمد طالب مجتهد أو محمد طالب خلوق.
وتستعمل (أو) باستعمالين متمايزين:
أو الشاملة، أو الطاردة وذلك يتضح من الشكلين الآتيين:
أو الشاملة أو المانعة
إن دراسة الفئات ذات فائدة كبيرة في كافة فروع الرياضيات وسوف نرى الآن تطبيقات هذه الدراسة في البراهين المنطقية وسوف نبدأ بملاحظة مدى فائدة قوانين الفئات وفائدة اشكال فن في تحليل البرهان أو تتبع خطوات مناقشة وانتبع ما يلي:
كل مربع مستطيل..... (1)
كل مستطيل متوازي أضلاع.... (2)
كل مربع متوازي أضلاع...... (3)
الصيغتان 1، 2 تسميان مقدمتان أو فروضا والصيغة 3 تسمى نتيجة
وهذا مثال بسيط يتضح منه انه إذا كانت النتيجة تتبع بالضرورة المقدمات المعطاة فنقول عندئذٍ إن المناقشة صالحة.
وباختصار شديد نقول إن المناقشة 1، 2، 3 لها القيمة (ص) (أي صادقة) ومثل هذه المناقشة يمكن أن توضح بأشكال فن حيث:
```
تشير إلى فئة كل المربعات A 
```

تشير إلى فئة كل المستطيلات B
تشير إلى فئة كل متوازيات الأضلاع C
A وهي مجموعة جزئية من B مجموعة جزئية من C
وكثيرا ما نصادف مناقشة صالحة وتكون النتيجة غير صالحة مثل:
- حلب في محافظة الجيزة
- محافظة الجيزة في مصر
- إذن حلب في مصر

هذه المناقشة صالحة ولكن النتيجة غير صادقة كون الفرض الأول غير صحيح.
وقد تكون الفرضيتان غير صحيحتين والنتيجة صادقة مثل:
1 = 7 غير صحيح
9 = 3 غير صحيح
وبجمع المعادلتين يكن الناتج 10 = 10 وهي نتيجة صحيحة.
وفي الرياضيات نستخدم هذا النوع من المناقشات للوصول إلى صحة بعض النظريات، خذ مثلا طريقة إثبات أن المماس للدائرة يكون عموديا على نصف القطر المار بنقطة التماس، فنحن نبدأ البرهان بفرض أن المماس ليس عموديا على نصف القطر وبالسير بالمناقشة الصحيحة نأتي إلى أن المماس يقطع الدائرة في نقطتين وبما أن النتيجة تتعارض مع تعريف المماس، ينتج أن الفرض الأساسي ليس صحيحا ويكون المماس عموديا على نصف القطر المار بنقطة التماس.

## عناصر المنطق

### جملة
الجملة في مجموعة حروف ورموز لها معنى، مثال:
- 2+3=5
- 5*9=45

من الممكن دراسة هذه العبارات من وجهات نظر مختلفة، مثلا المتغيرات تأخد قيما متعددة نرمز لها عادة بـ" X "، أو «س» بالعربية. كما يمكن دراسة صحة أو خطأ العبارة.

### عبارة
تصبح إذا أمكن معرفة صحة أو خطأ العبارة
نسمي عبارة كل نص رياضي له معنى ويكون إما صحيحا وإما خاطئا أما الدالة العبرية (خاصية لمتغير) فهي كل نص رياضي له معنى ويحتوي على متغير ويصبح عبارة كلما عوضنا المتغير بقيمة معينة
جًمل منطقية [الجمل الفعلية مفيدة]
يمكن الحكم عليها بالصح أوالخطأ وليس كلاهما
القضية المنطقية { تعريف}
هي جملة خبرية مفيدة يحتمل معناها الصواب أو الخطأ وليس كلاهما
من أمثلة الجمل التي تكون قضايا
1. 2+3=5
2. صنعاء عاصمة اليمن
3. مجموع زوايا المثلث 180 ْ

ليس من الضروري أن تكون الجملة صحيحة جًمل ليست منطقية [الجمل الاسمية] والتي لا يمكن الحكم عليها بالصح أوالخطأ
من أمثلة الجمل التي لا تكون قضايا الجمل التي تيدأ
أستفهام – سؤال – تعجب – نداء – طلب...
بصورة عامة كل الجمل التي لا يمكن الحكم عليها بالصح أوالخطأ
مثل:
1. ما أجمل السماء !
2. كم الساعة؟

### النفي
نفي العبارة P هو عبارة صحيحة إذا كانت P خاطئة، وخاطئة إذا كانت P صحيحة. ونرمز لنفي P ب {\displaystyle \neg P}.
| P | {\displaystyle \neg P} |
| 0 | 1                      |
| 1 | 0                      |

### العطف
عطف العبارتين p و Q يكون صحيحا فقط إذا كانت العبارتان معا صحيحتين. ونرمز له ب {\displaystyle P\wedge Q}
| P | Q | {\displaystyle P\wedge Q} |
| 0 | 0 | 0                         |
| 0 | 1 | 0                         |
| 1 | 0 | 0                         |
| 1 | 1 | 1                         |

### الفصل
فصل العبارتين p أو Q يكون صحيحا فقط إذا كانت إحدى العبارتين صحيحة أو كلاهما ونرمز له ب {\displaystyle P\vee Q}
| P | Q | {\displaystyle P\vee Q} |
| 0 | 0 | 0                       |
| 0 | 1 | 1                       |
| 1 | 0 | 1                       |
| 1 | 1 | 1                       |

### الاستلزام
تكون العبارة P تستلزم Q، خاطئة فقط إذا كانت P صحيحة و Q خاطئة.
و نرمز لها ب:
{\displaystyle Q\Leftarrow P} وهي تكافئ العبارة: {\displaystyle \neg P\vee Q}.
| P | Q | {\displaystyle Q\Leftarrow P} |
| 0 | 0 | 1                             |
| 0 | 1 | 1                             |
| 1 | 0 | 0                             |
| 1 | 1 | 1                             |

### التكافؤ
تكافؤ العبارتين {\displaystyle P\,} و{\displaystyle Q\,} هو {\displaystyle (Q\Leftarrow P)\wedge (P\Leftarrow Q)}, ونرمز له ب: {\displaystyle Q\Leftrightarrow P} ويكون صحيحا إذا كانت P و Q خاطئتين أو صحيحتين معا
| P | Q | {\displaystyle Q\Leftrightarrow P} |
| 0 | 0 | 1                                  |
| 0 | 1 | 0                                  |
| 1 | 0 | 0                                  |
| 1 | 1 | 1                                  |

## القوانين المنطقية
القوانين المنطقية عبارة عن جمل مكونة من عدة عبارات مرتبطة فيما بينها بروابط منطقية وتكون دائما صحيحة بغض النظر عن صحة أو خطأ العبارات المكونة لها.
أمثلة:
1. {\displaystyle \neg (\neg P)\Leftrightarrow P}
2. {\displaystyle (P\wedge Q)\Leftrightarrow (Q\wedge P)}
3. {\displaystyle \neg (P\wedge Q)\Leftrightarrow (\neg P)\vee (\neg Q)}
4. {\displaystyle \neg (P\vee Q)\Leftrightarrow (\neg P)\wedge (\neg Q)}

المثالين الأخيرين، يعرفان بقوانين دي مورغان [De Morgan's laws].

### دوال العبارة
دالة العبارة، هي تطبيق من مجموعة قيم المتغيرات نحو مجموعة مكونة من العنصرين صحيح وخطأ.
مثال:
بالنسبة للعبارة: «x عدد صحيح طبيعي، x+3=10.» نحصل على دالة من {\displaystyle \mathbb {N} \ } إلى {\displaystyle \{0,1\}\,} بحيث:
{\displaystyle {\begin{matrix}\mathbb {N} \ \rightarrow \{0,1\}\\0\mapsto 0\\7\mapsto 1\end{matrix}}}

### المكممات
هناك نوعان وجودية وكونية.
1. الوجودية تعني وجود عناصر تحقق عبارة ما، مثل يوجد x من {\displaystyle \mathbb {N} \ } بحيث: {\displaystyle x^{2}-1=0\,}

نرمز للوجودية بالرمز {\displaystyle \exists }.
1. الكونية تعني أن عبارة ما تكون دائما صحيحة مهما تغيرت قيمة المتغير، مثل مهما كانت قيمة x من {\displaystyle \mathbb {R} \ } لدينا {\displaystyle (x+1)^{2}=x^{2}+2x+1\,}

نرمز للكونية بالرمز
{\displaystyle \forall }.
عندما يكون هناك وجوديات، النفي يعبر عنه ب:
{\displaystyle \neg [(\forall x\in \ E)A(x)]\Leftrightarrow [(\exists x\in \ E)\neg A(x)]}
{\displaystyle \neg [(\exists x\in \ E)A(x)]\Leftrightarrow [(\forall x\in \ E)\neg A(x)]}
مع E مجموعة تتضمن الخاصية A.

## تطبيق على نظرية المجموعات
هناك علاقة بين نظرية المجموعات والمنطق.

## الاستلزام والتضمن
نسمي جزء A(أو مجموعة صغرى) لمجموعة E كل عناصر المجموعة A التي تنتمي إلى E.
و نكتب:
{\displaystyle A\subset E}
نقول أن المجموعة A ضمن المجموعة E, يكافئ أن كل عنصر x من A, يستلزم أن xينتمي إلى E.
==مجموعة الأجزاء== ويكتب المنطق ب7888
كل مجموعة لها عدة أجزاء، وهذه الأجزاء تكون مجموعة الأجزاء.

## التساوي والتكافؤ
المجموعة A تساوي المجموعة B, تكافئ لكل x من x :E من A يكافئ x من B.
متمم الجزء A, هو الجزء B الذي عناصره لا تنتمي إلى A.
علق حاتم على هذه فقال:
المتممة أمر نسبي
قبل أن نتكلم عن متممة مجموعة نحتاج إلى أن نتفق على ما يسمى «المجموعة الشاملة»
مثال
إذا كانت
المجموعة الشاملة = ش
ش = { 1،9، 5، 3، 2 }
أ = { 1، 9 }
متمم أ هو ب
ب = { 5، 3، 2 }
لا حظ عناصر ب لا تنتمي إلى أ
x ينتمي إلى A, يكافئ x لا ينتمي إلى B.
تقاطع المجموعتين A و B, هي مجموعة العناصر المشتركة C, التي نرمز لها ب: {\displaystyle A\cap B\,}.
x من C يكافئ: x من A و x من B.

## الاتحاد والفصل
اتحاد المجموعتين A و B, هي المجموعة C التي عناصرها تنتمي إلى أحد المجموعتين، والتي نرمز لها ب: {\displaystyle A\cup B}.
x من C يكافئ: x من A أو x من B.
=خاصيات عطف التقاطع والاتحاد في مجموعة الأجزاء=
ِA-B هي المجموعة التي تحوي كل العناصر التي تنتمي لـ A ولا تنتمي لـ B
{\displaystyle A-B=\{a:(a\in \ A)\wedge (a\notin \ B)\}}

## الفرق المتماثل
1. ↑  "معلومات عن منطق رياضي على موقع psh.techlib.cz". psh.techlib.cz. مؤرشف من الأصل في 2019-12-14.
2. ↑  "معلومات عن منطق رياضي على موقع thes.bncf.firenze.sbn.it". thes.bncf.firenze.sbn.it. مؤرشف من الأصل في 2019-12-14.
3. ↑  "معلومات عن منطق رياضي على موقع esu.com.ua". esu.com.ua. مؤرشف من الأصل في 2019-12-14.

## تطبيق في البرهنة الرياضية
برهنة: {\displaystyle A\cap (B\cup C)=(A\cap B)\cup (A\cap C)}
لكي نبرهن تساوي بين مجموعتين A و B يجب أن نبرهن لكل عنصر x:
x ينتمي لـ A إذا وفقط إذا x ينتمي لـ B
في هذه الحالة علينا أن نبرهن:
{\displaystyle x\in (A\cap (B\cup C))\Leftrightarrow x\in ((A\cap B)\cup (A\cap C))}
برهان:
{\displaystyle x\in (A\cap (B\cup C)){\overset {1}{\Leftrightarrow }}}
{\displaystyle (x\in A)\land (x\in (B\cup C)){\overset {2}{\Leftrightarrow }}}
{\displaystyle (x\in A)\land ((x\in B)\lor (x\in C)){\overset {3}{\Leftrightarrow }}}
{\displaystyle ((x\in A)\land (x\in B))\lor ((x\in A)\land (x\in C)){\overset {4}{\Leftrightarrow }}}
{\displaystyle (x\in (A\cap B))\lor (x\in (A\cap C)){\overset {5}{\Leftrightarrow }}}
{\displaystyle x\in ((A\cap B)\cup (A\cap C))}
شرح الخطوات:
1 و4- حسب تعريف التقاطع
{\displaystyle x\in (A\cap B)\Leftrightarrow (x\in A)\land (x\in B)}
2 و5- حسب تعريف الاتحاد
{\displaystyle x\in (A\cup B)\Leftrightarrow (x\in A)\lor (x\in B)}
3-
نبرهن: {\displaystyle (x\in A)\land ((x\in B)\lor (x\in C))=((x\in A)\land (x\in B))\lor ((x\in A)\land (x\in C))}
بواسطة جداول الحقيقة التابعة لـ {\displaystyle \land } و{\displaystyle \lor }
| {\displaystyle (x\in A)} | {\displaystyle (x\in B)} | {\displaystyle (x\in C)} | {\displaystyle (x\in B)\lor (x\in C)} | {\displaystyle (x\in A)\land ((x\in B)\lor (x\in C))} |
| 0                        | 0                        | 0                        | 0                                     | 0                                                     |
| 1                        | 0                        | 0                        | 0                                     | 0                                                     |
| 0                        | 1                        | 0                        | 1                                     | 0                                                     |
| 1                        | 1                        | 0                        | 1                                     | 1                                                     |
| 0                        | 0                        | 1                        | 1                                     | 0                                                     |
| 1                        | 0                        | 1                        | 1                                     | 1                                                     |
| 0                        | 1                        | 1                        | 1                                     | 0                                                     |
| 1                        | 1                        | 1                        | 1                                     | 1                                                     |

| {\displaystyle (x\in A)} | {\displaystyle (x\in B)} | {\displaystyle (x\in C)} | {\displaystyle (x\in A)\land (x\in B)} | {\displaystyle (x\in A)\land (x\in C)} | {\displaystyle ((x\in A)\land (x\in B))\lor ((x\in A)\land (x\in C))} |
| 0                        | 0                        | 0                        | 0                                      | 0                                      | 0                                                                     |
| 1                        | 0                        | 0                        | 0                                      | 0                                      | 0                                                                     |
| 0                        | 1                        | 0                        | 0                                      | 0                                      | 0                                                                     |
| 1                        | 1                        | 0                        | 1                                      | 0                                      | 1                                                                     |
| 0                        | 0                        | 1                        | 0                                      | 0                                      | 0                                                                     |
| 1                        | 0                        | 1                        | 0                                      | 1                                      | 1                                                                     |
| 0                        | 1                        | 1                        | 0                                      | 0                                      | 0                                                                     |
| 1                        | 1                        | 1                        | 1                                      | 1                                      | 1                                                                     |

الجدولان متساويان لذلك العبارتان متكافئتان

## المنطق الرياضي والدوائر الكهربية
بمكن تحويل كل جمل المنطق الرياضي إلى دوائر كهربية تستخدم في الحاسب الآلي لإجراء العمليات الحسابية والمنطقية ويمكن الاطلاع على تفاصيل ذلك هنا لمزيد من المعلومات.

## المنطق الرياضي والبرمجة
يفيد فهم المنطق الرياضي في إجراء عمليات البرمجة المعقدة والتي تحوي الجمل الشرطية المتداخلة اللازمة لتحقيق هدف معين أو حل مشكلة محددة بواسطة البرنامج.